# 五十音順
五十音順又稱順，日本語假名文字順序的一種排序法，以五十音為依據，是日本現代最通行的排序法。